# روبرتو فراری (ورزشکار)
روبرتو فراری (انگلیسی: Roberto Ferrari; ۲ اوت ۱۹۲۳ – ۱۱ اکتبر ۱۹۹۶) ورزشکار شمشیربازی اهل ایتالیا بود.
وی در مسابقات کشوری و بین‌المللی در مجموع برندهٔ ۲ مدال طلا، ۵ مدال نقره، ۱ مدال برنز شده‌است.